# Pukovnija protuzračne obrane
Pukovnija protuzračne obrane (P PZO) štiti borbeni raspored postrojbi i zapovjedništava Hrvatske vojske u provedbi borbenih djelovanja na kopnu, priobalju i otocima te štiti ključnu vojnu i civilnu infrastrukturu od napada iz zračnog prostora. Težišna zadaća Pukovnije jest provedba specijalističke vojne obuke i funkcionalnih tečajeva roda protuzračne obrane. Ona također pruža potporu školovanju svih časnika i dočasnika roda protuzračne obrane. Najveći dio obuke, i to od specijalističke vojne obuke vojnika na dragovoljnom služenju vojnog roka, praktične obuke časnika roda protuzračne obrane, tečajeva za dodatnu osposobljenost vojnika gardijskih brigada roda protuzračne obrane, trenažnih i bojnih gađanja postrojbi protuzračne obrane  HKoV-a, provode dočasnici Pukovnije. 
Zapovjedništvo Pukovnije protuzračne obrane, zapovjedna bitnica i 1. bojna smješteni su u vojarni "Zemunik", 2. bojna smještena je u vojarni "Udbina", a 3. bojna u vojarni u Dugom Selu. Aktualni zapovjednik je pukovnik Alen Šimunić.
Pripadnici hrvatskih oružanih snaga godišnje održavaju vježbu ''ŠTIT'' u sklopu međunarodnog partnerstva s svrhom jačanja hrvatske sposobnosti protuzračne obrane protiv prijetnji na malim i srednjim visinama. Vježba bojevih gađanja ciljeva u zračnom prostoru “ŠTIT” vježba je s najdužom tradicijom u Hrvatskoj vojsci, a međunarodni karakter dobila je 2014. godine zahvaljujući sudjelovanju pripadnicima Slovenske vojske, a 2023. godine uz pripadnike OS Slovenije i SAD-a iz 173. zračno-desantne pješačke brigade “Sky Soldiers”, sudjeluju i pripadnici OS Republike Poljske te Francuske kao promatrači.

## Povijest
Pukovnija protuzračne obrane (P PZO) Hrvatske kopnene vojske slijednica je ratnih postrojbi protuzračne obrane (201. brigade PZO (Osijek), 202. brigade PZO (Zagreb), 203. brigade PZO (Rijeka) i 204. brigade PZO (Divulje)).
Na samom početku Domovinskog rata, sredinom 1991. godine, postrojbe protuzračne obrane, tadašnji divizioni, sa značajnim topničkim i lakim raketnim sustavima, polučile su znatne uspjehe u obrani Domovine. Bile su angažirane na svim ratištima Republike Hrvatske, od istočne i zapadne Slavonije, Like i Korduna do srednje i južne Dalmacije te su sudjelovale u pobjedonosnim operacijama Južno bojište, Maslenica, Zima '94., Skok 1, Skok 2, Bljesak, Ljeto '95., Oluja i Maestral.
Ustrojavanje Pukovnije PZO sa sjedištem u Zemuniku započelo je u srpnju 2007. godine. Pukovnija je bila sastavni dio Zapovjedništva za obuku i doktrinu HKoV „Fran Krsto Frankopan“. Prvi zapovjednik bio je tadašnji brigadir Blaž Beretin koji koncem 2012. godine zapovijedanje predaje pukovniku Dragomiru Goviću, a nakon njegovog umirovljenja dužnost zapovjednika preuzeo je tadašnji pukovnik Mario Raguž u vremenu od 1. kolovoza 2015. do 1. svibnja 2018.
Od 1. veljače 2016. godine Pukovnija PZO prelazi pod zapovjedništvo Hrvatske kopnene vojske.